# Alfred Noël (poète)
Cet article concerne le poète français. Pour le résistant et Compagnon de la Libération français, voir Alfred Noël (militaire).
Pour les articles homonymes, voir Alfred Noël et Noël (homonymie).
Alfred Noël, né le 30 décembre 1883 à Valognes où il est mort le 16 mars 1918, est un poète d'expression normande et française, auteur de chansons, dont Dors men fisset et la Chanson du cidre d'or.

## Publications
- Veillée rustique, chansons illustrées du pays de Valogne, 1914
- Veillée-souvenir, chants et poésies de la Grande guerre, 1917
- Chansons normandes du pays de Valognes, paroles et musique, 1941